# Witi Ihimaera
Witi Ihimaera (né le 7 février 1944 à Gisborne) est un écrivain maori d'expression anglaise de Nouvelle-Zélande.

## Biographie
Né dans le Nord de la Nouvelle-Zélande, Witi Tame Ihimaera-Smiler commence par travailler comme diplomate dans les années 1970. Son recueil de nouvelles Pounamou Pounamou (1972) est le premier du genre à être publié par un auteur māori, suivi par le roman Tangi en 1973. Il a fait paraître plusieurs recueils de nouvelles et sept romans, dont Nights in the gardens of Spain, dont le titre reprend une œuvre de Manuel de Falla. 
Il enseigne depuis 1990 la littérature anglaise à l'université d'Auckland. Il est considéré comme un auteur majeur de la littérature post-coloniale. En 2005, il a reçu la médaille de l'Ordre du mérite en littérature de Nouvelle-Zélande.
Son ascendance tribale est au peuple Te Aitanga-a-Mahaki ; il est également apparenté aux Tuhoe, Te Whanau-a-Apanui, Ngati Kahungunu et Ngai Tamanuhiri.

## Œuvre
- Tangi (1973), traduit par Jean-Pierre Durix, Pierre Belfond, Paris, 1988.
- Whanau (1974)
- The Matriarch (1986)
- Paï (The Whale Rider) (1987), traduit par Francine Tolron, Paris, Thélès, 2003.  (ISBN 2-84776-194-2)
- Bulibasha: King of the Gypsies (1994), Bulibasha, roi des Gitans, traduit par Mireille Vignol, Papeete, Au vent des îles, 2009.
- Nights in the Gardens of Spain (1995)
- The Dream Swimmer (1997)
- Woman Far Walking (2000)
- The Uncle's Story (2000)
- Sky Dancer (2004)
- Whanau II (2004)
- The Rope of Man (2005)
- Band of Angels (2005)
- Parihaka Woman (2011), La femme de Parihaka (2014)

## Adaptations de ses œuvres au cinéma
- Paï (2002)
- Kawa (2010)
- White Lies (2013)
- Mahana (2016)